# 惠特妮·韦伯
惠特妮·韦伯（英語：Whitney Webber，1978年2月23日—），美国女子赛艇运动员。她曾代表美国参加意大利米兰举行的2003年世界赛艇锦标赛，获得女子四人单桨无舵手金牌。